# Невон (аэропорт)
Не́вон — аэродром в поселке с одноименным названием, расположенном в 7 км северо-восточнее от центра города Усть-Илимска Иркутской области. Был первым аэропортом в Усть-Илимске и в основном использовался до введения в эксплуатацию нового аэропорта в 1980 году.

С 2002 по 2013 являлся единственным действующим аэродромом в городе и районе, в основном используемый только воздушными судами ФГУ «Авиалесоохрана».